# 阿拉普尔
阿拉普尔（Allapur），是印度北方邦Budaun县的一个城镇。总人口20725（2001年）。

## 人口
该地2001年总人口20725人，其中男性11028人，女性9697人；0—6岁人口4292人，其中男2300人，女1992人；识字率34.96%，其中男性为43.88%，女性为24.82%。